# Luchthaven Molde Årø
Luchthaven Molde Årø (IATA: MOL, ICAO: ENML) bedient de stad Molde in de regio Møre og Romsdal, Noorwegen. Het ligt 6 km ten oosten van de stad. Na opening van de luchthaven in 1972, werden vooral vluchten aangeboden naar Bergen, Trondheim en Oslo. De luchthaven had 348.022 passagiers in 2005.

## Geschiedenis
De Noorse luchtvaartautoriteiten besloten om twee luchthavens te bouwen in Møre og Romsdal, Luchthaven Ålesund, Vigra en Luchthaven Kristiansund Kvernberget, dus niet in Molde. Molde maakte duidelijk dat zij ook een luchthaven nodig hadden en de stad financierde de luchthaven die klaar was in 1972. Braathens gaf aan dat ze ernaartoe wilden vliegen, als de stad een luchthaven bouwde en was de enige luchtvaartmaatschappij die naar de luchthaven vloog totdat zij een sanering onderging. Vluchten werden uitgevoerd met Fokker F27, Fokker F28 en Boeing 737. Braathens en Norwegian Air Shuttle opereerden daarna beiden met Fokker 50. In 1978 werd de luchthaven overgedragen aan de overheid. Een nieuwe passagiersterminal opende vroeg in de jaren 90.
In 2005 kreeg de luchthaven een permanente internationale status en heeft nu een duty free winkel. Plannen om de startbaan te verlengen naar 2100 meter worden waarschijnlijk uitgevoerd binnen een paar jaar, samen met andere ingrepen, inclusief een vernieuwing van de terminal.